# Pukhrāyān
Pukhrāyān är en ort i Indien.   Den ligger i distriktet Kanpur Dehat och delstaten Uttar Pradesh, i den centrala delen av landet, 400 km sydost om huvudstaden New Delhi. Pukhrāyān ligger 133 meter över havet och antalet invånare är 22 555.
Terrängen runt Pukhrāyān är mycket platt. Runt Pukhrāyān är det tätbefolkat, med 511 invånare per kvadratkilometer. Närmaste större samhälle är Kālpi, 15,8 km sydväst om Pukhrāyān. Trakten runt Pukhrāyān består till största delen av jordbruksmark.